# Xã Jamestown, Quận Blue Earth, Minnesota
Xã Jamestown (tiếng Anh: Jamestown Township) là một xã thuộc quận Blue Earth, tiểu bang Minnesota, Hoa Kỳ. Năm 2010, dân số của xã này là 693 người.